# Ngerekebesang
Ngerekebesang est une île des Palaos, dans l'État de Koror. Elle est connectée à l'île de Koror par une chaussée surélevée, longue d'environ 600 m, construite pendant l'occupation japonaise.

## Géographie
L'île comprend trois localités: Ngerekebesang, Meyuns et Echang. D'une superficie de 2,44 km2, elle a une population totale de 1 778 habitants.
Ngerekebesang abritait la résidence du président de la République avant que celle-ci soit déplacée dans l'État de Melekeok.
Meyuns, la deuxième plus grande ville du pays, est le site du principal hôpital des Palaos.